# Gunnar Nixon

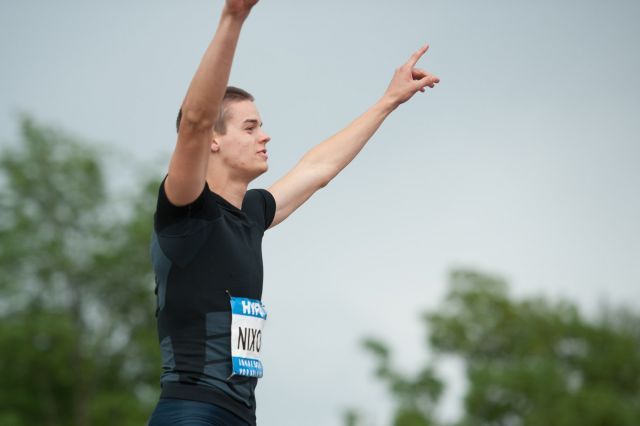
Gunnar Nixon beim Hypo-Meeting 2013 in Götzis

Gunnar Nixon (* 13. Januar 1993 in Weatherford, Oklahoma) ist ein US-amerikanischer Zehnkämpfer.

## Werdegang
Nixon begann seine Laufbahn als Hochspringer. Bei den Olympischen Jugend-Sommerspielen 2010 in Singapur erreichte er den sechsten Platz. Er wechselte zum Zehnkampf und gewann im Juli 2012 bei den Juniorenweltmeisterschaften den Titel. Mit 8018 Punkten verbesserte er dabei die Weltjahresbestleistung bei den Junioren des Niederländers Pieter Braun um 65 Punkte.
2013 nahm er an den Weltmeisterschaften in Moskau teil.